# Ik ben zo verliefd
Ik ben zo verliefd is een single van Cindy. Cindy had dertien hits in België (waarvan drie onder haar echte naam), in Nederland geen. 'Ik ben zo verliefd' haalde de eerste plaats in de Vlaamse top 10, maar kwam in de Vlaamse hitlijst niet verder dan plaats zes. Het lied bracht het tot het 10-cd-verzamelbox De geschiedenis van het Vlaamse lied. Ook in Nederland was zij in 1974 te zien in het VPRO-programma Van Oekel's Discohoek.
De schrijvers van het lied hadden dat jaar ook succes met Je t'aime, je t'aime chérie.

## Hitnotering

### BelgischeBRT Top 30
| Hitnotering: 11-5-1974 t/m 23-8-1974 | Hitnotering: 11-5-1974 t/m 23-8-1974 | Hitnotering: 11-5-1974 t/m 23-8-1974 | Hitnotering: 11-5-1974 t/m 23-8-1974 | Hitnotering: 11-5-1974 t/m 23-8-1974 | Hitnotering: 11-5-1974 t/m 23-8-1974 | Hitnotering: 11-5-1974 t/m 23-8-1974 | Hitnotering: 11-5-1974 t/m 23-8-1974 | Hitnotering: 11-5-1974 t/m 23-8-1974 | Hitnotering: 11-5-1974 t/m 23-8-1974 | Hitnotering: 11-5-1974 t/m 23-8-1974 | Hitnotering: 11-5-1974 t/m 23-8-1974 | Hitnotering: 11-5-1974 t/m 23-8-1974 | Hitnotering: 11-5-1974 t/m 23-8-1974 | Hitnotering: 11-5-1974 t/m 23-8-1974 | Hitnotering: 11-5-1974 t/m 23-8-1974 | Hitnotering: 11-5-1974 t/m 23-8-1974 |
| Week:                                | 1                                    | 2                                    | 3                                    | 4                                    | 5                                    | 6                                    | 7                                    | 8                                    | 9                                    | 10                                   | 11                                   | 12                                   | 13                                   | 14                                   | 15                                   |                                      |
| ------------------------------------ | ------------------------------------ | ------------------------------------ | ------------------------------------ | ------------------------------------ | ------------------------------------ | ------------------------------------ | ------------------------------------ | ------------------------------------ | ------------------------------------ | ------------------------------------ | ------------------------------------ | ------------------------------------ | ------------------------------------ | ------------------------------------ | ------------------------------------ | ------------------------------------ |
| Positie:                             | 30                                   | 11                                   | 8                                    | 10                                   | 7                                    | 12                                   | 11                                   | 6                                    | 7                                    | 6                                    | 11                                   | 8                                    | 14                                   | 19                                   | 28                                   | uit                                  |